# Универзитет Приморска
Универзитет Приморска (словен. Univerza na Primorskem, итал. Università del Litorale) је државни универзитет у Копару. Трећи је универзитет по броју студената у Словенији. Настава се такође одвија и у другим градовима Приморске, односно у Изоли и Порторожу.

## Организација
- Факултет хуманистичких студија
- Факултет за менаџмент
- Факултет математике, наука и информационих технологија
- Факултет за туристичке студије
- Факултет здравствених наука
- Педагошки факултет